# Trouville-sur-Mer
Trouville-sur-Mer település Franciaországban, Calvados megyében. Lakosainak száma 4624 fő (2022. január 1.). Trouville-sur-Mer Cricquebœuf, Deauville, Saint-Gatien-des-Bois, Touques és Villerville községekkel határos.

## Népesség
A település népessége az elmúlt években az alábbi módon változott:
| Lakosok száma | 6429 | 6008 | 5411 | 4992 | 4728 | 4675 | 4628 | 4614 | 4603 | 4624 |
|               | 1968 | 1982 | 1999 | 2006 | 2013 | 2015 | 2017 | 2018 | 2020 | 2022 |